# Roger Hunt
Roger Hunt (20. červenec 1938, Glazebury – 27. září 2021) byl anglický fotbalista. Nastupoval především na postu útočníka.
S anglickou reprezentací vyhrál mistrovství světa roku 1966, odehrál na tomto turnaji všech šest zápasů Angličanů a vstřelil v nich 3 góly. Má též bronzovou medaili z mistrovství Evropy 1968. Zúčastnil se i světového šampionátu v Chile roku 1962, byť na závěrečném turnaji nenastoupil. Celkem za národní tým sehrál 34 utkání, v nichž vstřelil 18 branek.
S Liverpoolem se stal dvakrát mistrem Anglie (1963/64, 1965/66), jednou získal FA Cup (1964/65). Mistrovský titul si připsal i v Jihoafrické republice, v dresu Hellenic Cape Town (1971).